# Steven Van Zandt
Steven Van Zandt, nato Steven Lento (Winthrop, 22 novembre 1950), è un musicista, cantante e attore statunitense.
È conosciuto anche come Little Steven, pseudonimo in onore di Little Richard, o come Miami Steve, soprannome datogli da alcuni amici per il fatto che pare soffrisse sempre il freddo (Miami è una delle città più calde degli Stati Uniti d'America).
Deve la sua fama soprattutto al fatto di aver suonato la chitarra e il mandolino nella E Street Band, la band di Bruce Springsteen, del quale è tuttora collaboratore. La breve ma intensa carriera di attore televisivo (1999-2007) nel ruolo di Silvio Dante nella pluripremiata serie televisiva dell'HBO I Soprano lo ha reso un volto celebre del piccolo schermo e uno dei personaggi più amati dello show; qualche anno dopo Van Zandt diviene protagonista nella serie televisiva Lilyhammer, nella parte di Frank Tagliano.

## Biografia
Di origine italoamericana (il nonno era calabrese di Lamezia Terme mentre i genitori della nonna napoletani) e nato con il nome di Steven Lento, da Mary Lento e Vince Borrello, cambiò il cognome in Van Zandt ereditandolo dal secondo marito della madre, Willam Brewster Van Zandt, di nazionalità olandese.

### Carriera da musicista
Steven Van Zandt è stato uno dei primi e storici collaboratori di Bruce Springsteen sin dalle prime apparizioni giovanili, realizzando e componendo assoli con la chitarra in molti suoi successi.
Van Zandt ufficialmente lasciò la E Street Band nel 1984 per poi tornarci nel 1995, e sembra che la canzone Bobby Jean di Springsteen sia ispirata a questa separazione professionale.
Ha incominciato quindi a pubblicare album solisti o firmati con Little Steven and the Disciples of Soul dagli anni ottanta fino al 1999, pubblicando 5 album che ha dichiarato pezzi di un unico progetto complessivo.
Sin dal primo album Van Zandt riscosse un discreto ma lusinghiero successo soprattutto in fatto di critica e vendite. Nel 1984 la musica di Van Zandt divenne più esplicitamente politica, e la pubblicazione del disco Voice of America aveva come tema principale forti critiche alle politiche estere dell'allora Presidente degli Stati Uniti Ronald Reagan. 
Nel 1985 fondò un'associazione di artisti contro l'apartheid (Artists United Against Apartheid), in cui hanno militato Bruce Springsteen, U2, Bob Dylan e i Run DMC, che insieme collaborarono a una canzone intitolata Sun City contro un mega resort situato in un bantustan (ghetto per persone di colore) nel Sudafrica.
Nel 2017, quasi vent'anni dopo la pubblicazione dell'ultimo album, Steven Van Zandt rimette insieme i Disciples of Soul con un nuovo lineup ed entra in studio di registrazione. Il risultato è Soulfire, album di notevole qualità nel quale Van Zandt si riconnette alle proprie radici musicali riunendo alcuni brani di proprio pugno precedentemente interpretati da altri artisti, qualche brano inedito e un paio di cover tributo alle grandi star del passato, il tutto rielaborato con uno stile musicale personale ben riconoscibile. Il successivo tour tocca numerose città in Europa e Nord America riscuotendo un buon successo di pubblico e critica, al punto che nel 2018 viene pubblicato Soulfire Live!, primo album dal vivo di Steven Van Zandt and the Disciples of Soul, che documenta per intero la scaletta proposta nei concerti del tour.
Galvanizzato dal ritrovato successo e approfittando del fatto che Bruce Springsteen mette in pausa la E Street Band per tutto il 2018 e il 2019, Steven Van Zandt prosegue nella rivitalizzazione della propria carriera da solista pubblicando un nuovo album, Summer of Sorcery (2019) questa volta quasi interamente composto da inediti, e rimettendosi in viaggio per un nuovo tour che presenta una scaletta rivoluzionata rispetto agli show del tour precedente. Ancora una volta pubblico e critica apprezzano.

### Carriera televisiva
Steven Van Zandt, nel 1999, diventa uno dei protagonisti della serie televisiva dell'HBO I Soprano. Lo show, che narra le vicende di una famiglia mafiosa statunitense, vede Van Zandt nel ruolo del consigliere del boss Tony Soprano: nonostante la sua poca esperienza come attore, venne scelto personalmente dal creatore della serie, lo sceneggiatore David Chase, rimasto colpito dal suo volto sulle copertine di alcuni album.
Dal 2012 è produttore, regista e protagonista della Commedia drammatica norvegese/statunitense Lilyhammer, incentrata sulla storia di un mafioso newyorkese che tenta di incominciare una nuova vita a Lillehammer in Norvegia. Nell'ultima puntata della terza stagione della serie Bruce Springsteen apparirà come guest star nei panni del fratello.

### Radio
Dal 2002 conduce lo show radiofonico Little Steven's Underground Garage, basato sul garage rock e altri sottogeneri del rock dagli anni Cinquanta al presente. Lo show è trasmesso settimanalmente da oltre 200 stazioni radio negli USA e in diverse radio internazionali. In Italia è trasmesso da Radio Flash Orizzonte.

## Premi e riconoscimenti
- 2 Screen Actors Guild Awards, 1999 e 2007, all'intero cast de I Soprano.

## Discografia

### Album in studio
- 1982 - Men Without Women
- 1984 - Voice of America
- 1987 - Freedom - No Compromise
- 1989 - Revolution
- 1999 - Born Again Savage
- 1999 - Greatest Hits
- 2017 - Soulfire
- 2019 - Summer of Sorcery

### Album dal vivo
- 2018 - Soulfire Live!

### Cover in italiano
- 1995 – Prendilo tu questo frutto amaro è la versione in italiano di Bitter Fruit, scritta e cantata da Antonello Venditti nell'album Prendilo tu questo frutto amaro.

## Filmografia

### Cinema
- Il vincitore (American Flyers), regia di John Badham (1985) - cameo
- His Will Be Done, regia di Shannon Casto e Michelle Henderson (2009)
- Qualcuno salvi il Natale (The Christmas Chronicles), regia di Clay Kaytis (2018)
- The Irishman, regia di Martin Scorsese (2019)

### Televisione
- I Soprano (The Sopranos) - serie TV, 86 episodi (1999-2007) - Silvio Dante
- Lilyhammer - serie TV, 24 episodi (2012-2014)

### Produttore
- The Cheap Trick or Treat Halloween Ball, regia di Billy Rapaport - documentario (2006)
- Not Fade Away, regia di David Chase (2012)
- Lilyhammer - serie TV, 8 episodi (2012)

## Doppiatori italiani
- Fabrizio Temperini ne I Soprano e Lilyhammer